# Chrysotoxum nigricentivum
Chrysotoxum nigricentivum är en tvåvingeart som beskrevs av Li och He 1992. Chrysotoxum nigricentivum ingår i släktet getingblomflugor, och familjen blomflugor. Inga underarter finns listade i Catalogue of Life.